# Román Casanova Casanova

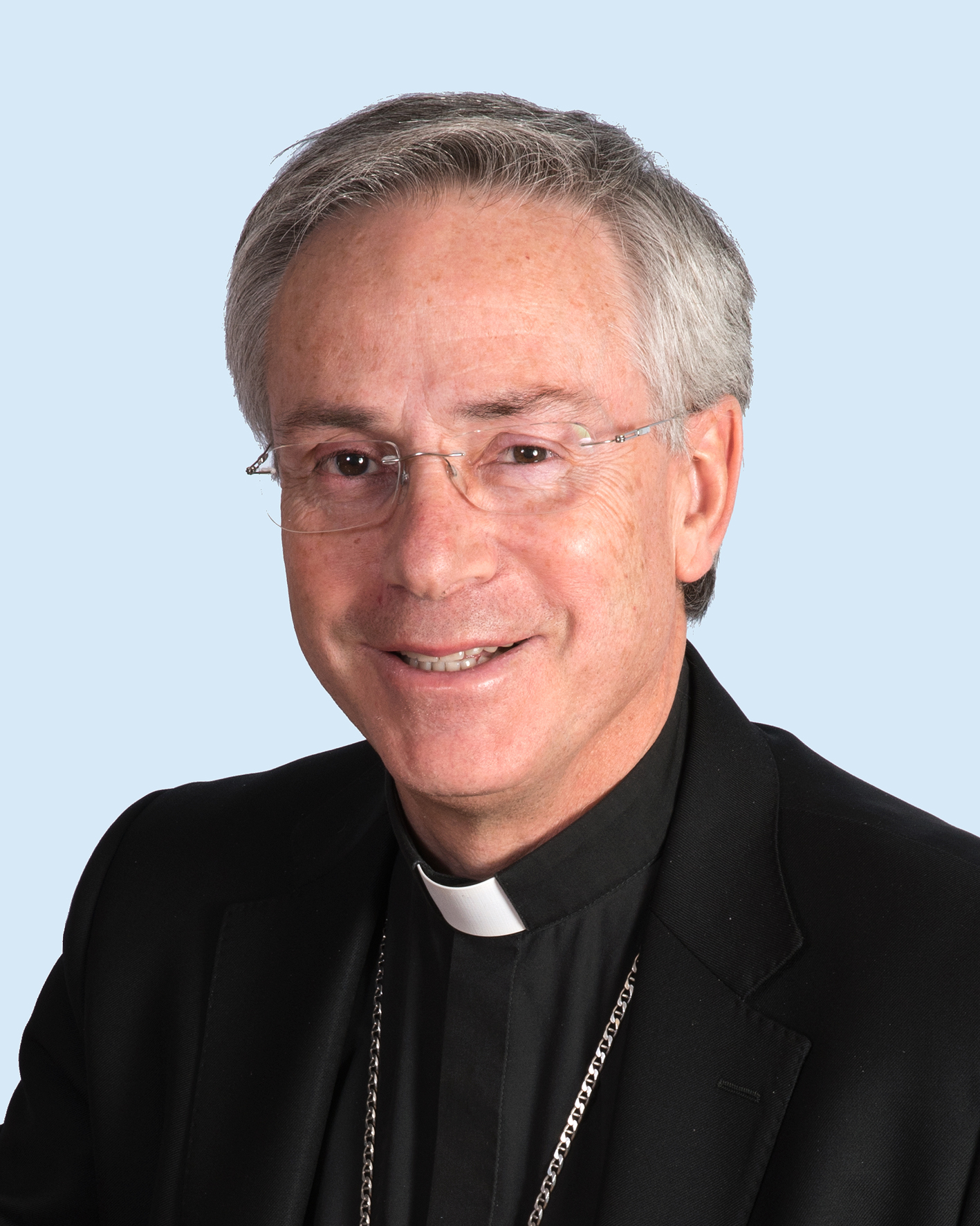
Bischof Román Casanova

Román Casanova Casanova (* 29. August 1956 in Deltebre) ist ein spanischer Geistlicher und römisch-katholischer Bischof von Vic.

## Leben
Román Casanova Casanova empfing am 17. Mai 1981 das Sakrament der Priesterweihe für das Bistum Tortosa.
Am 13. Juni 2003 ernannte ihn Papst Johannes Paul II. zum Bischof von Vic. Der Erzbischof von Barcelona, Ricardo María Kardinal Carles Gordó, spendete ihm am 14. September desselben Jahres die Bischofsweihe; Mitkonsekratoren waren der emeritierte Bischof von Vic, Josep Maria Guix, und der Bischof von Tortosa, Javier Salinas Viñals.
Vom 23. August 2021 bis zum 12. März 2022 war Román Casanova Casanova zudem Apostolischer Administrator des vakanten Bistums Solsona.